# Scutopalus latisetosus
Scutopalus latisetosus är en spindeldjursart som beskrevs av Den Heyer 1979. Scutopalus latisetosus ingår i släktet Scutopalus och familjen Cunaxidae. Inga underarter finns listade i Catalogue of Life.